# إيرني أندرسون
إيرني أندرسون (بالإنجليزية: Ernie Anderson)‏ هو ممثل أمريكي، ولد في 12 نوفمبر 1923 في الولايات المتحدة، وتوفي في 6 فبراير 1997 بلوس أنجلوس في الولايات المتحدة بسبب سرطان.

## وصلات خارجية
- إيرني أندرسون على موقع IMDb (الإنجليزية)
- إيرني أندرسون على موقع ميوزك برينز (الإنجليزية)
- إيرني أندرسون على موقع ديسكوغز (الإنجليزية)
- إيرني أندرسون على موقع قاعدة بيانات الفيلم (الإنجليزية)